# Hylas

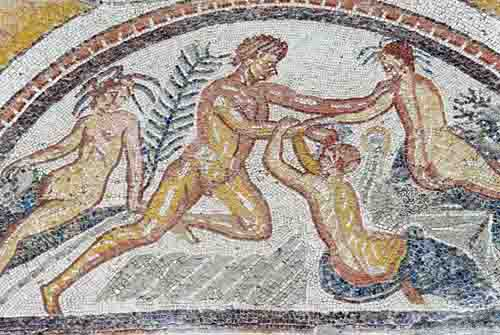
Carranque, Spanien – „Hylas und die Nymphen“, 4. Jh., Mosaik

John William Waterhouse – Najade und Hylas (Gemälde, 1893)

Hylas (altgriechisch Ὕλας Hýlas) ist ein gutaussehender, junger Mann aus der Argonautensage der griechischen Mythologie. Berühmt wurde er außerdem als Kunstmotiv, wobei insbesondere seine Entführung durch weibliche Wassergeister gern dargestellt wird.

## Mythos um den Raub des Hylas
Die Sage um den Raub des Hylas scheint in der Antike fester Bestandteil des Mythenkanons gewesen zu sein. In vielen Texten wird auf diese Episode verwiesen – etwa als belehrendes, illustratives oder auch spöttisches Beispiel. Ein Hinweis auf dieses Verständnis ist auch dieser Satz von Vergil: „Cui non dictus Hylas puer […]?“ (Georgica, 3,6). Diese rhetorische Frage „Wem wurde nicht der Jüngling Hylas […] besungen?“ legt nahe, dass die Figur des Hylas bereits von anderen Autoren bearbeitet worden war und daher vergleichsweise bekannt war.

### Schriftliche Quellen
(Quelle: )
- Theokrit, Idyllen13
- Apollonios Rhodios, Argonautica 1,1153–1362
- Antoninus Liberalis, Metamorphosen 26
- Properz, Elegien 1,20
- Valerius Flaccus, Argonautica 3,459–4,81
- Ausonius, Epigramme 97-98
- Dracontius, Romulea 2

### Handlung
In der Argonautensage tritt Hylas als der jugendliche und sehr schöne Eromenos des Herakles auf, den er auch als Gefährte auf seinen Reisen begleitete. Hylas blieb als Waffenträger bei Herakles, als dieser sich den Argonauten anschloss. Gemeinsam suchten sie nach dem Goldenen Vlies.
Nachdem die beiden an der Küste Mysiens gemeinsam an Land gegangen waren, wurden sie voneinander getrennt.
Hylas suchte eine Quelle auf und wurde beim Wasserschöpfen von den Najaden Euneike, Nycheia und Malis entdeckt, die ihn angeblich angelockt und dann zu sich in die Tiefe gezogen haben.
Herakles suchte lange und erfolglos nach ihm. Weil die Argonauten nicht warten wollten, zogen sie schließlich ohne Herakles weiter. In einer anderen Version dieses Mythos verlässt Herakles die Argonauten, um nach Hylas zu suchen. In späteren Zeiten suchten die Mysier einmal jährlich nach Hylas.

## Hylas in der bildenden Kunst
Das Thema der „Entführung des Hylas durch die Nymphen“ war – vor allem wegen seiner erotischen Implikationen – in der Mosaikkunst der römischen Zeit sehr beliebt. In der Bildhauerei wurde die Entführung des Hylas unter anderem von John Gibson modernen Künstlern wie Bertel Thorvaldsen dargestellt.
In der bildenden Kunst war die Entführung des Hylas durch die Nymphen (besonders im 17. bis 19. Jahrhundert) außerdem ein beliebtes Motiv mitteleuropäischer Gemälde. Das Thema wurde unter anderem von Giulio Romano, Francesco Furini, Henry Howard, William Etty, John William Waterhouse, Joseph Anton Koch, Karl Ferdinand Sohn sowie Henrietta Rae aufgegriffen. Einige Künstler erhöhten dabei die Anzahl der Nymphen auf bis zu sieben.

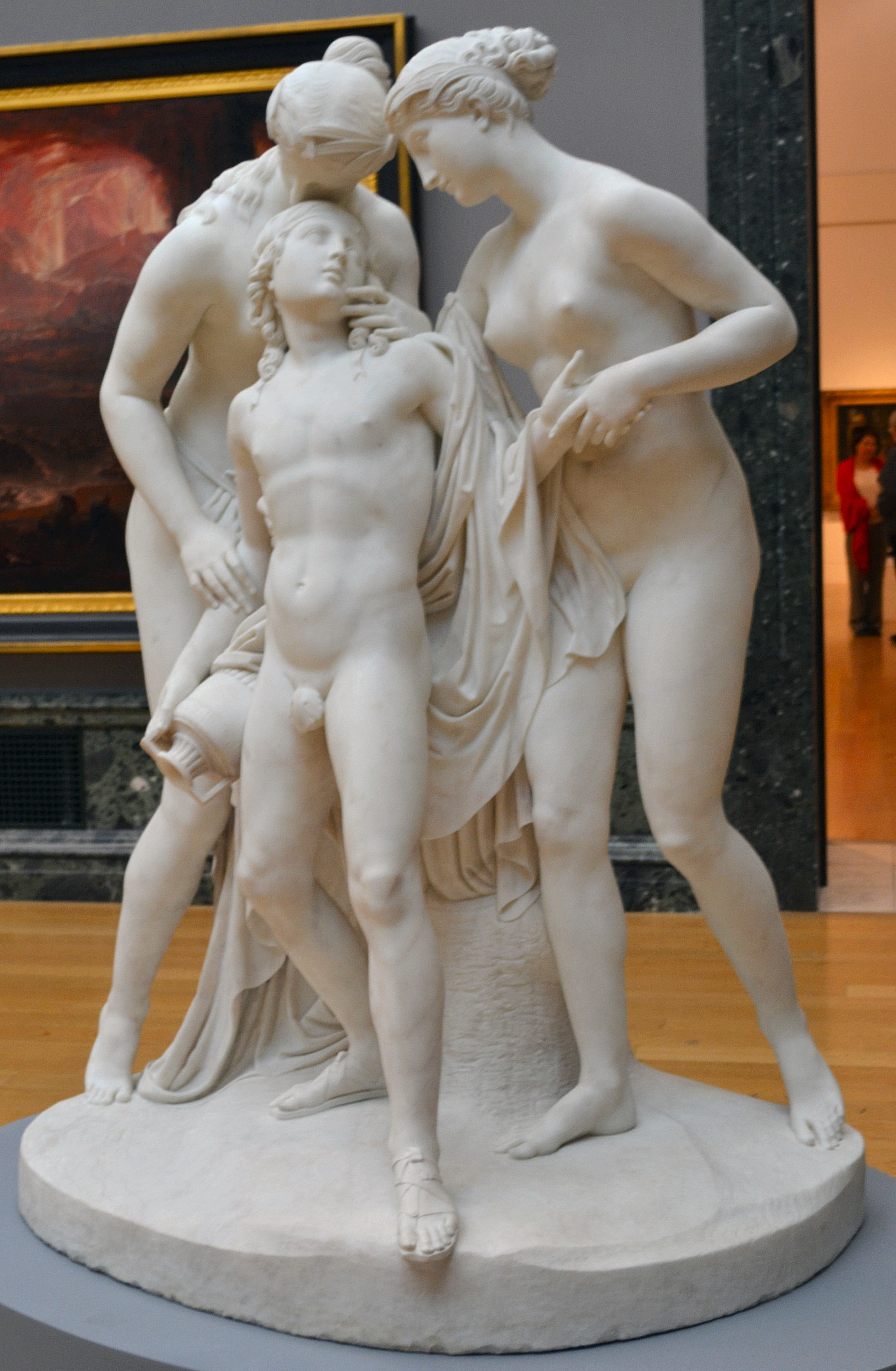
John Gibson Hylas wird von den Nereiden überrascht, Marmorstatue, ca. 1830
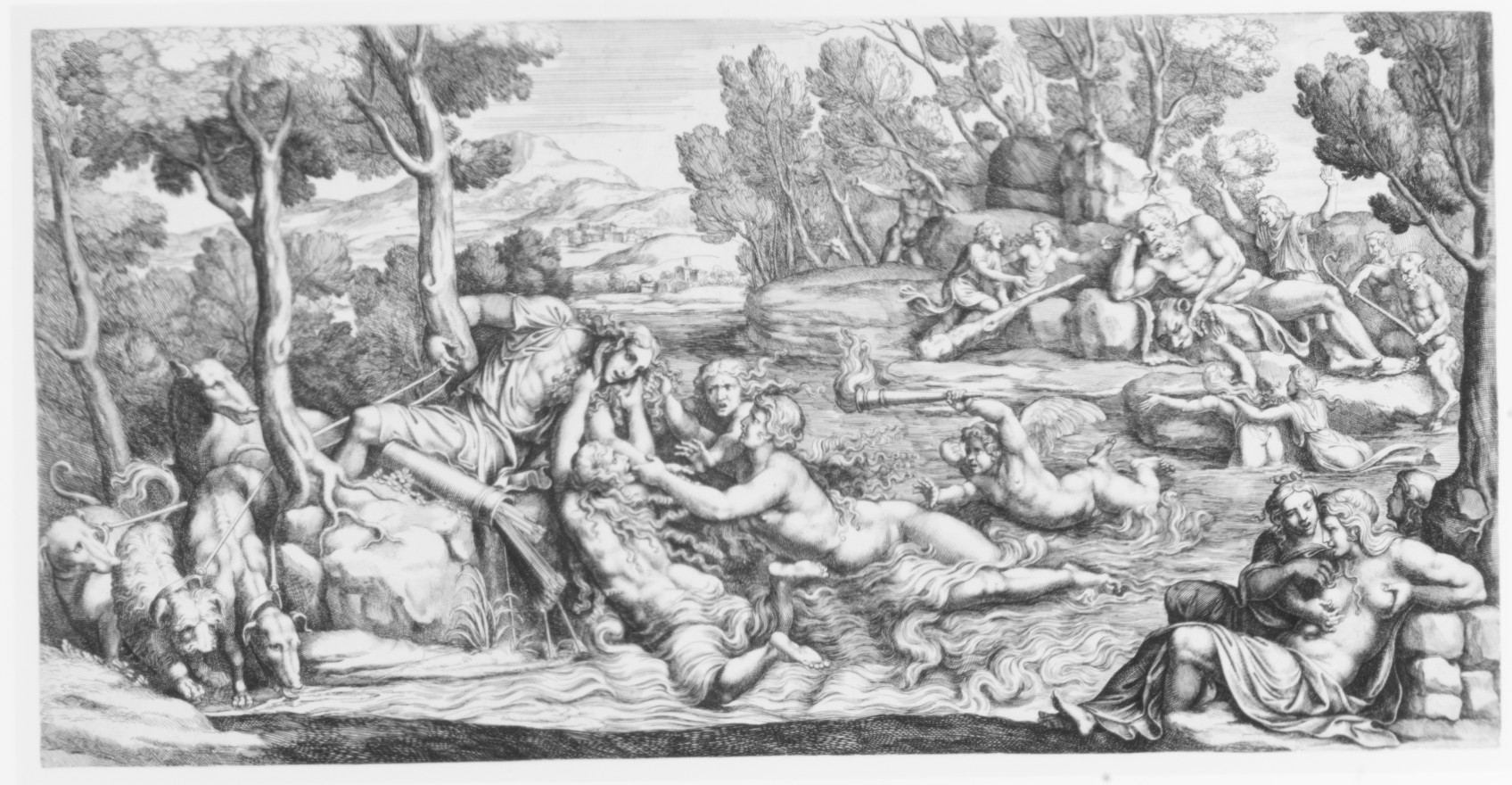
Giulio Romano Hylas und die Wassernymphen, spätes 18. Jahrhundert, Gravur
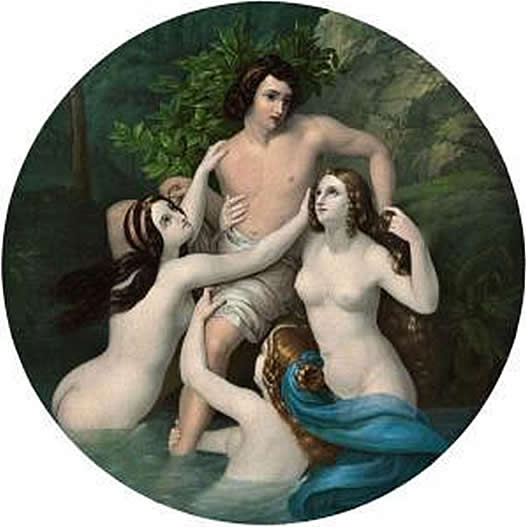
Karl Ferdinand Sohn Der Raub Des Hylas, 1830
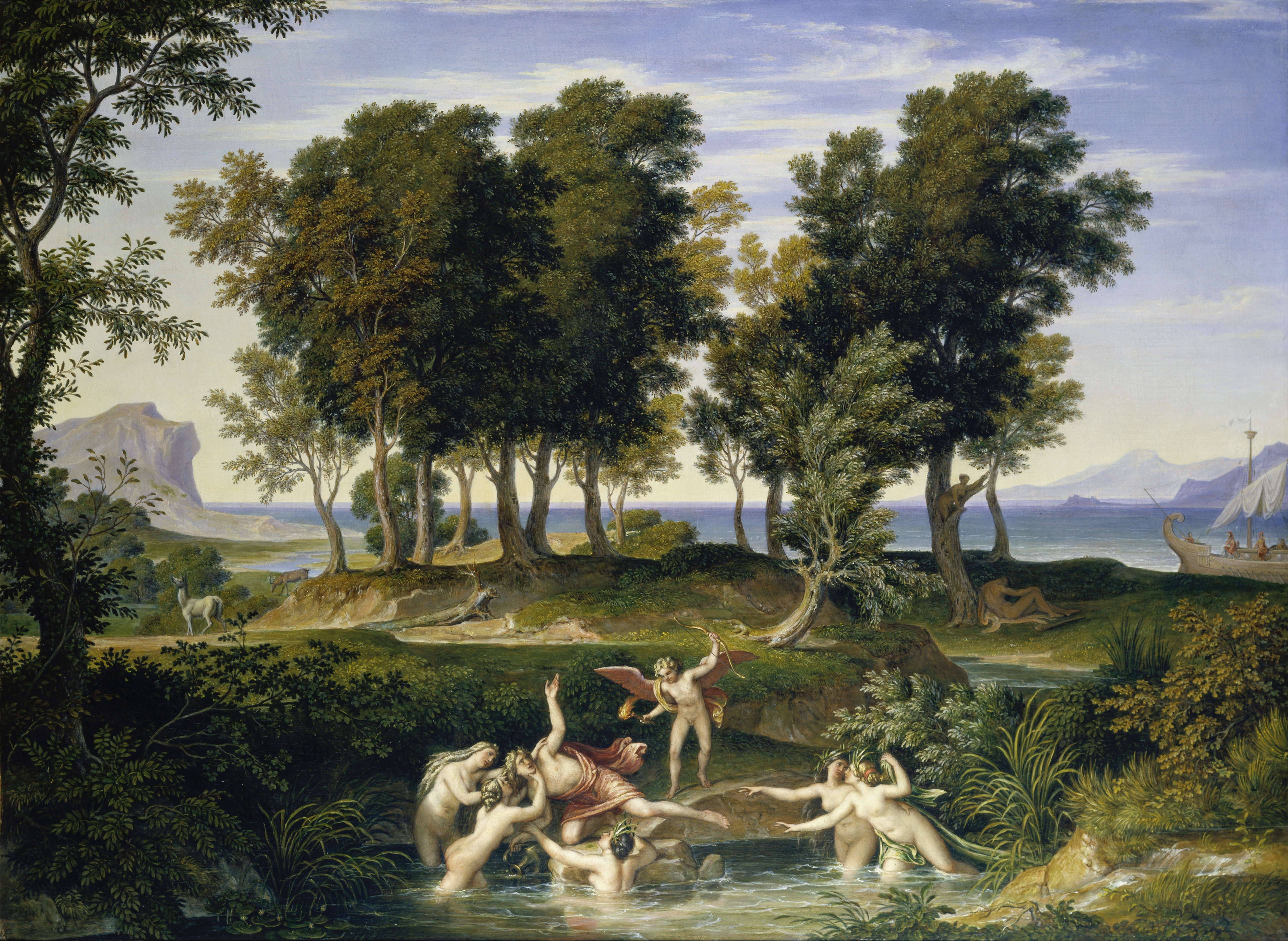
Joseph Anton Koch Landschaft mit dem Raub des Hylas, 1832
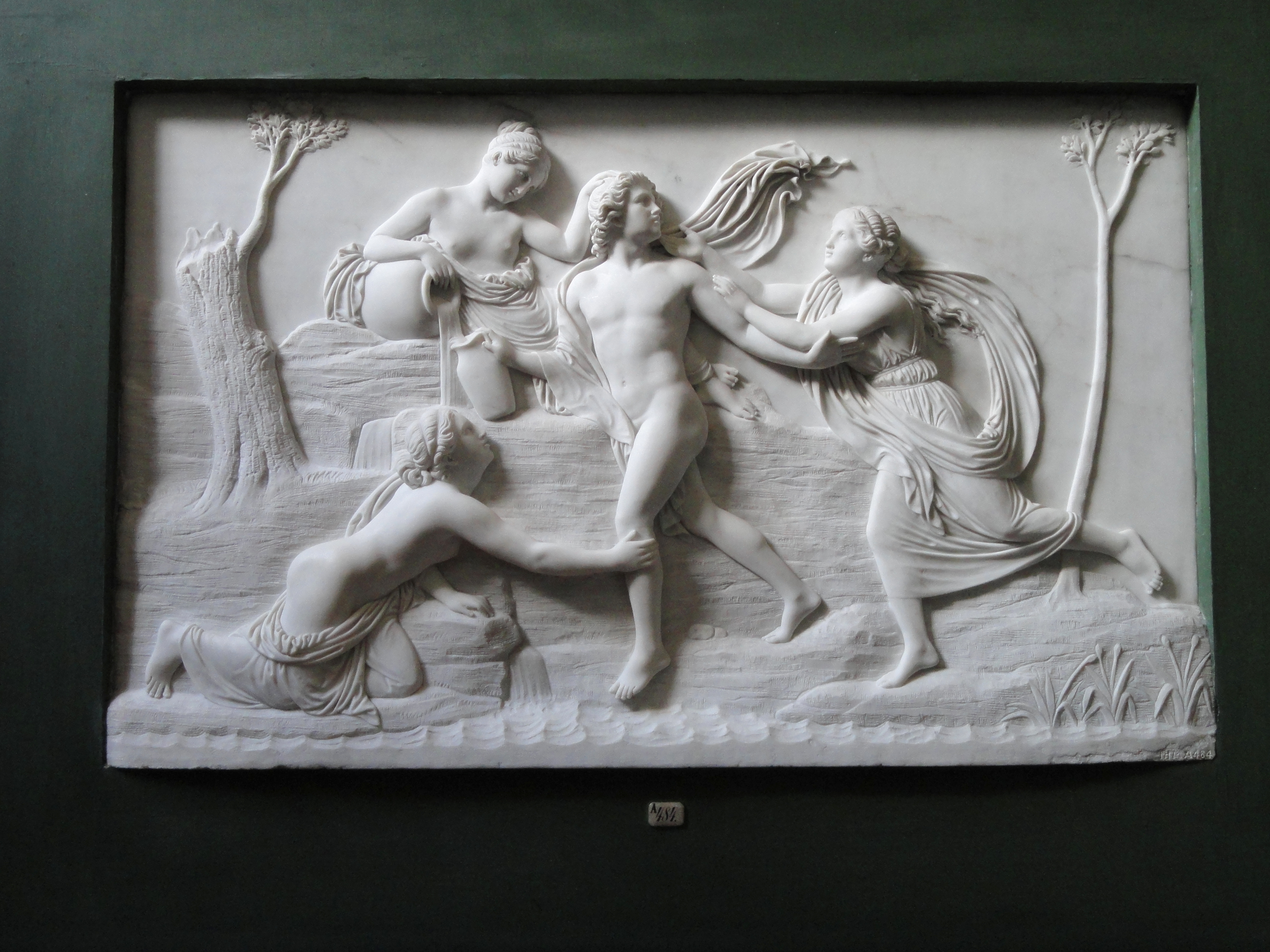
Bertel Thorvaldsen Hylas und die Wassernymphen, 1833
Lithografie von 1844[5]
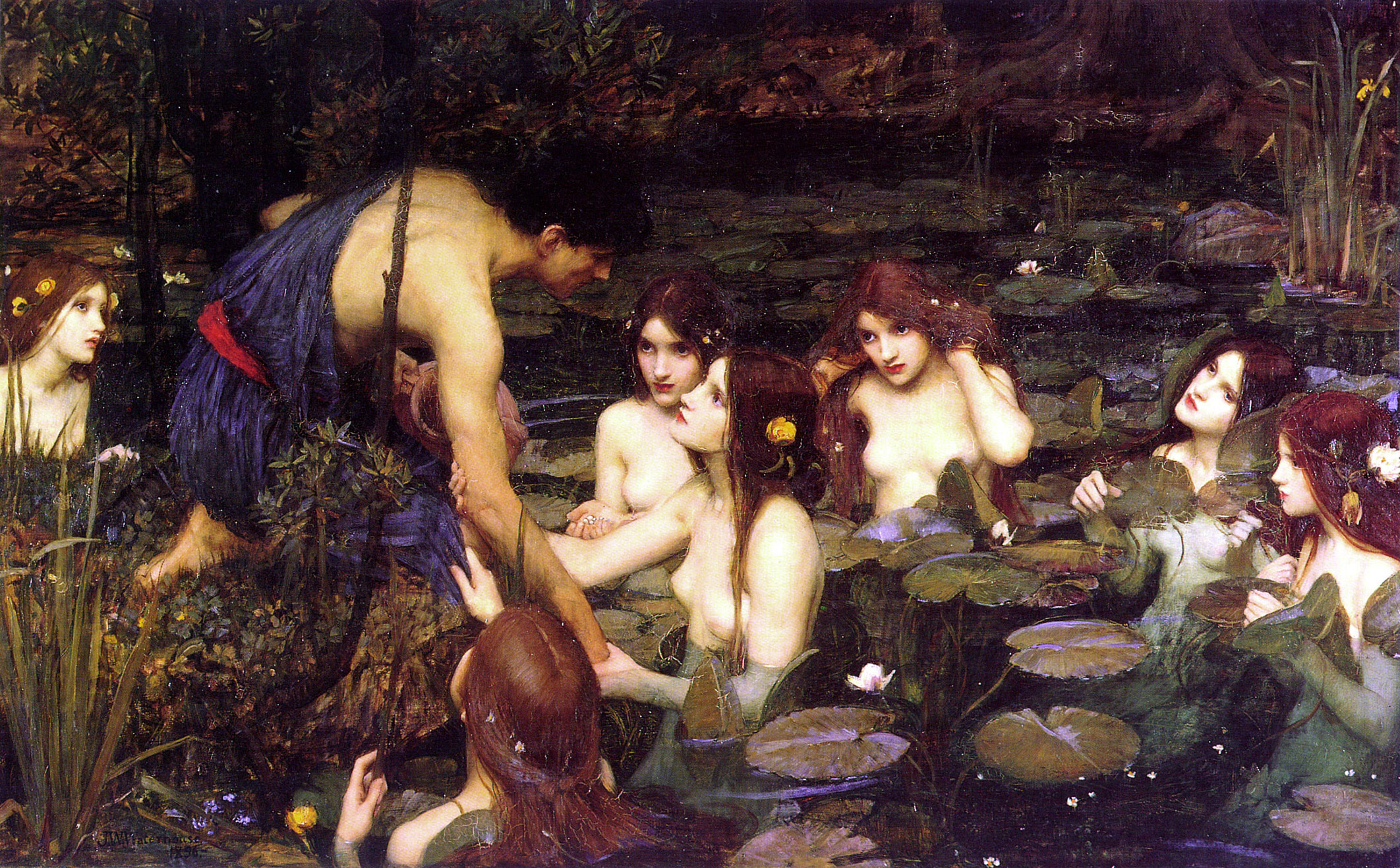
John William Waterhouse Hylas und die Nymphen, 1896
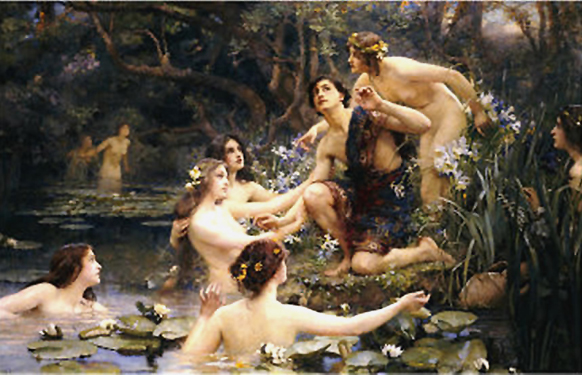
Henrietta Rae Hylas und die Wassernymphen, ca. 1909
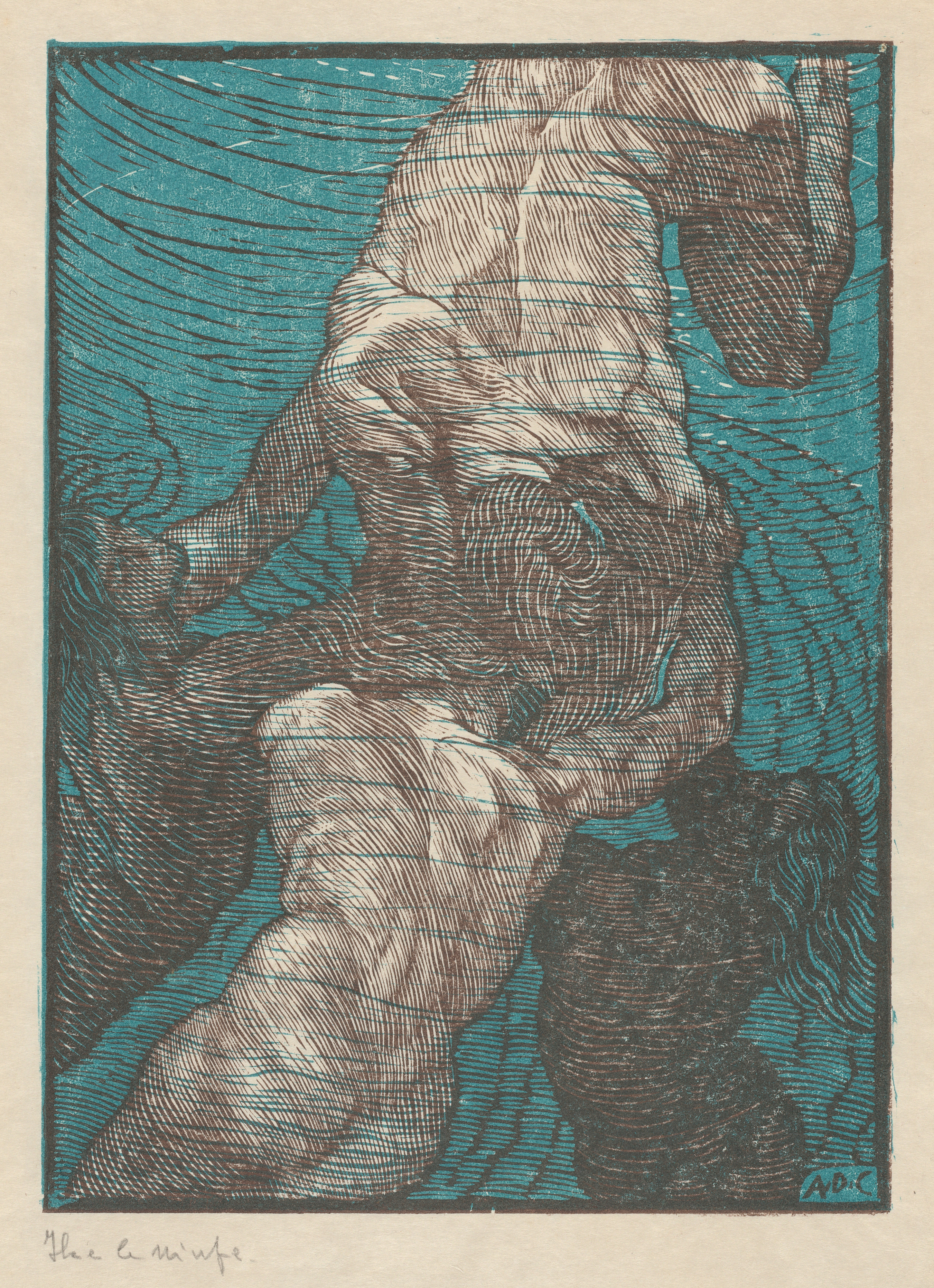
Adolfo De Carolis Hylas und die Nymphen, Holzschnitt, 1916

## Hylas in Literatur, Dichtung und Sachliteratur
Dies sind nur einige Erwähnungen, durch die Hylas in Gedichten, Bühnenstücken, Romanen und philosophischen Diskursen in Erscheinung getreten ist.
- Edmund Spenser (1552–1599) geht in seinem Hauptwerk The Faerie Queene, 1590 (Canto XII, Stanza 7) auf Hylas Entführung durch die Nymphen ein
- Christopher Marlowe (1564–1593) erwähnt Hylas in seinem Theaterstück Edward II
- Andreas Hartmann (1612–1682) nutzte Hylas als Synonym, unter dem er 1650 Des Hylas aus Latusia Lustiger Schau-Platz Von einer Pindischen Gesellschaft veröffentlichte.[6]
- George Berkeley (1685–1753): Drei Dialoge zwischen Hylas und Philonous, 2005, Felix Meiner Verlag, ISBN 978-3-7873-1669-4 doi:10.28937/978-3-7873-2017-2[7]
- Oscar Wilde (1854–1900) in Das Bildnis des Dorian Gray, 1890 Im 11. Kapitel (S. 69) wird die Schönheit eines Jünglings gelobt, der als Ganymed oder Hylas zu einer Feier hätte gehen können.[8]
- H. P. Lovecraft (1890–1937): Gedicht, Hylas and Myrrha: A Tale (1953), in Medusa and other poems[9]
- Stanisław Lem (1921–2006): in Dialoge (1957), tritt Hylas als Gesprächspartner auf, Neuauflage 2018, Suhrkamp, ISBN 978-3-518-11013-3[10]